# Clear and Present Danger
Clear and Present Danger is een Amerikaanse speelfilm uit 1994, geregisseerd door Phillip Noyce. De film is gebaseerd op de roman Clear and Present Danger (1989) van Tom Clancy.

## Verhaal
CIA analist Jack Ryan krijgt een hoge functie binnen de CIA als admiraal James Greer ernstig ziek wordt. Dan wordt een goede vriend van de president samen met zijn familie vermoord, op het oog door drugkartels. Ryan wordt aangewezen om de zaak te onderzoeken, maar de dingen zijn niet wat ze lijken.

## Rolverdeling
| Acteur             | Personage         |
| ------------------ | ----------------- |
| Harrison Ford      | Jack Ryan         |
| Willem Dafoe       | John Clark        |
| Anne Archer        | Cathy Muller Ryan |
| James Earl Jones   | Adm. James Greer  |
| Belita Moreno      | Jean Fowler       |
| Benjamin Bratt     | Captain Ramirez   |
| Henry Czerny       | Robert Ritter     |
| Joaquim de Almeida | Col. Félix Cortez |
| Miguel Sandoval    | Ernesto Escobedo  |
| Raymond Cruz       | Domingo Chavez    |
| Thora Birch        | Sally Ryan        |
| Donald Moffat      | President Bennett |
| Harris Yulin       | James Cutter      |
| Hope Lange         | Senator Mayo      |
| Ann Magnuson       | Moira Wolfson     |
| Dean Jones         | Judge Moore       |